# Římskokatolická farnost Dobříš
Římskokatolická farnost Dobříš patří do pražské arcidiecéze. Společenství v Dobříši čítá 200 lidí. Do farnosti spadají kostely v Dobříši a Rosovicích. Z Dobříše je také spravována farnost Svaté Pole a s ní spojený filiální kostel Dlouhá Lhota. Dále do farnosti spadá několik vesnic bez pravidelných bohoslužeb, často i bez vlastního kostela.
Dříve spadal pod Dobříš i Suchodolský kostel.
Kromě bohoslužeb je ve farnosti řada společenství manželů, seniorů, mládeže a matek.

## Kostely
- Dobříš:
  - Kostel Nejsvětější Trojice – farní kostel
  - Kostel Povýšení svatého Kříže – hřbitovní kostel (majitelem je Město Dobříš a bohoslužby jsou v něm slouženy jen výjimečně)
- Rosovice – Kostel sv. Petra a Pavla
- Svaté Pole – Kostel sv. Alžběty
- Dlouhá Lhota – kostel sv. Jana Evangelisty

| Kostel                        | Místo    | Bohoslužba                 | Bohoslužba | Poznámka        |
| ----------------------------- | -------- | -------------------------- | ---------- | --------------- |
| Kostel Nejsvětější Trojice    | Dobříš   | neděle                     | 9,00       | farní kostel    |
| Pastorační centrum sv. Tomáše | Dobříš   | středa pátek               | 18,00      |                 |
| Kostel sv. Petra a Pavla      | Rosovice | neděle pátek (lichý týden) | 7,30 8,30  | filiální kostel |

## Pastorační centrum sv. Tomáše
Významným přínosem bylo vybudování Pastoračního centra sv. Tomáše (PCSvT, 2001) podle projektu Ing. arch. Hanuše Härtela. Tento objekt nahradil faru, jejíž technický stav na počátku 90. let 20. st. byl kritický. Pastorační centrum nyní plní roli nejen sídla farnosti, ale i přednáškového centra, místa výuky náboženství, prostoru pro scházení farníků i dalších občanů Dobříše. Součástí komplexu jsou i 2 hřiště.

## Seznam kněží působících v Dobříši
Nejdříve působili v dobříšské farnosti zámečtí kaplani
- Záviš 1386–1399, první známý hradní kaplan

Zámečtí kaplani
- THC. Ondřej Alexander Tůma 1683–1685 založil dobříšskou matriku
- František Žalkovský ze Žalkovic, bakalář teologie 1685–1690
- Tomáš Joanides 1690–1693
- Jan Norbert Motelius 1693–1695
- Matěj J. Severa 1695–1698
- František Ondřej Rýč 1698–1704
- Václav Josef Fr. Fischer 1704–1709
- Jan Václav Pivnička 1709–1716
- Jiří František V. Vojtěch Procházka de Lauro 1716–1717
- Jakub Jan Červenský 1717–1724
- Jan Josef Heroldt 1724–1725
- František Felix Franck 1725–1727
- ThDr. Jan Josef Hubatius z Kotnova 1727–1734 byl posledním kaplanem

Roku 1734 byla založena v Dobříši fara a Dobříš povýšena na farnost
- ThDr. Jan Josef Hubatius z Kotnova 1734–1741 první farář
  - Při něm Antonín Hornisch, paulánský kněz z kláštera v Obořišti, jako kaplan při loretánské kapli v Dobříši
- Karel Josef z Graffenberka, bakalář theologie 1741–1747
- Jan Václav Vrkoč 1747–1768
- František Panthauer 1768–1771
- Václav Heardtl 1771–1803 - za jeho působení byl postaven kostel (1794–1797)
- Matěj Nádherný 1803–1845
- Jan Kettner 1845 narozen v Boroticích
- Vojtěch Čížek 1846–1853 spoluzakladatel Národní gardy v Dobříši
- František Bartůněk 1854–1869 zakladatel Obč. záložny v Dobříši
- Václav Brož 1869–1873
- Ignác Budina 1874–1893
- František Bernard Klíma 1894–1901 byl posledním farářem, roku 1901 byla fara povýšena na děkanství

Od roku 1901 byla farnost Dobříš děkanství
- František Bern. Klíma 1901–1911 za jeho působení byl kostel opraven
- Jan Vaněček 1911–1920
- Josef Fr. Nádvorník 1920–1939
- František Zdražil 1940–1945
- Josef Málek 1948–1950

Od roku 1945 byli jmenováni administrátoři
- Václav Hradecký 1945–1946
- Josef Kebrle 1946–1947
- Josef Málek 1947–1948 stal se pátým děkanem
- František Hochmann 1950–1952
- Ladislav Marcel Novák 1952–1953
- Alois Malý 1953–1958
- Václav Sedlák 1958
- Svatopluk Láb 1958–1959
- Ladislav Marcel Novák 1959–1964
- Alois Malý 1964–1969
- Václav Hradecký 1969–1992
  - Vojtěch Eliáš 1991–1992 pomocný kněz
- Viktor Frýdl 1992–1998
- Stanisław Góra 1998–2007
- Mgr. Ing. Michal Němeček (2007–2011)
- Krzysztof Drzazga (červenec–říjen 2011)
- Karel Satoria (2011–2017)
  - spolu s ním Petr Blecha, farní vikář
- Angelo Scarano Th.D. (od 2017)

### Kaplani, katecheti, jáhnové
Ve farnosti pomáhali kaplani (1795–1944)
- Lambert Koubek 1795–1799
- Tomáš Strašpytel 1799–1800
- Josef Jedina 1805–1808
- kapucín Renovatus 1808–1809
- Václav Kučera 1809–1811
- Antonín Čížek 1811–1814
- Vojtěch Čížek 1815–1828 r. 1846 se stal farářem
- František Lahoda 1828–1831
- Štěpán Kopp 1831–1837
- Blažej Prusík 1837–1841
- Jan Kettner 1841–1845 stal se farářem
- František Veit 1846–1852 zakladatel žákovské knihovny, fondu pro postavení mat. školy,čestný občan města
- Josef Streichsbier 1852–1855
- Václav Pechoč 1855–1867
- Ferdinand Plachý 1867–1869
- Josef Procházka 1860–1861
- Karel Krupka 1870–1881
- Vincenc Bosáček 1881–1882
- Jan Vaněček 1882–1883 stal se druhým děkanem
- František Pavlíček 1893–1894
- Karel Líska 1894–1901
- Karel Líska 1905–1906
- Josef Urban 1905–1906
- Rudolf Bouška 1906–1916
- František Zdražil 1916–1917
- Ferdinand Brusák 1917–1920
- František Zdražil 1918–1920 stal se čtvrtým děkanem

Josef Peterek 1942–1944
Na začátku 20. století zde působili katecheti (1901–1935)
- Karel Dušek 1901–1920
- Karel Svoboda 1920–1925
- František Soukup 1925–1935

Začátkem 21. století na Dobříši působili i jáhni
- Pavel Budský
- Jan Houkal
- Stanislav Glac
- Tomasz Kasowicz
- Petr Váňa (trvalý jáhen)